# Chiesa di San Marco Evangelista (Rovereto)
La chiesa di San Marco Evangelista, o più semplicemente chiesa di San Marco, è la parrocchiale patronale di Marco, frazione di Rovereto in Trentino. Fa parte della zona pastorale della Vallagarina dell'arcidiocesi di Trento e risale al XII secolo.

## Storia

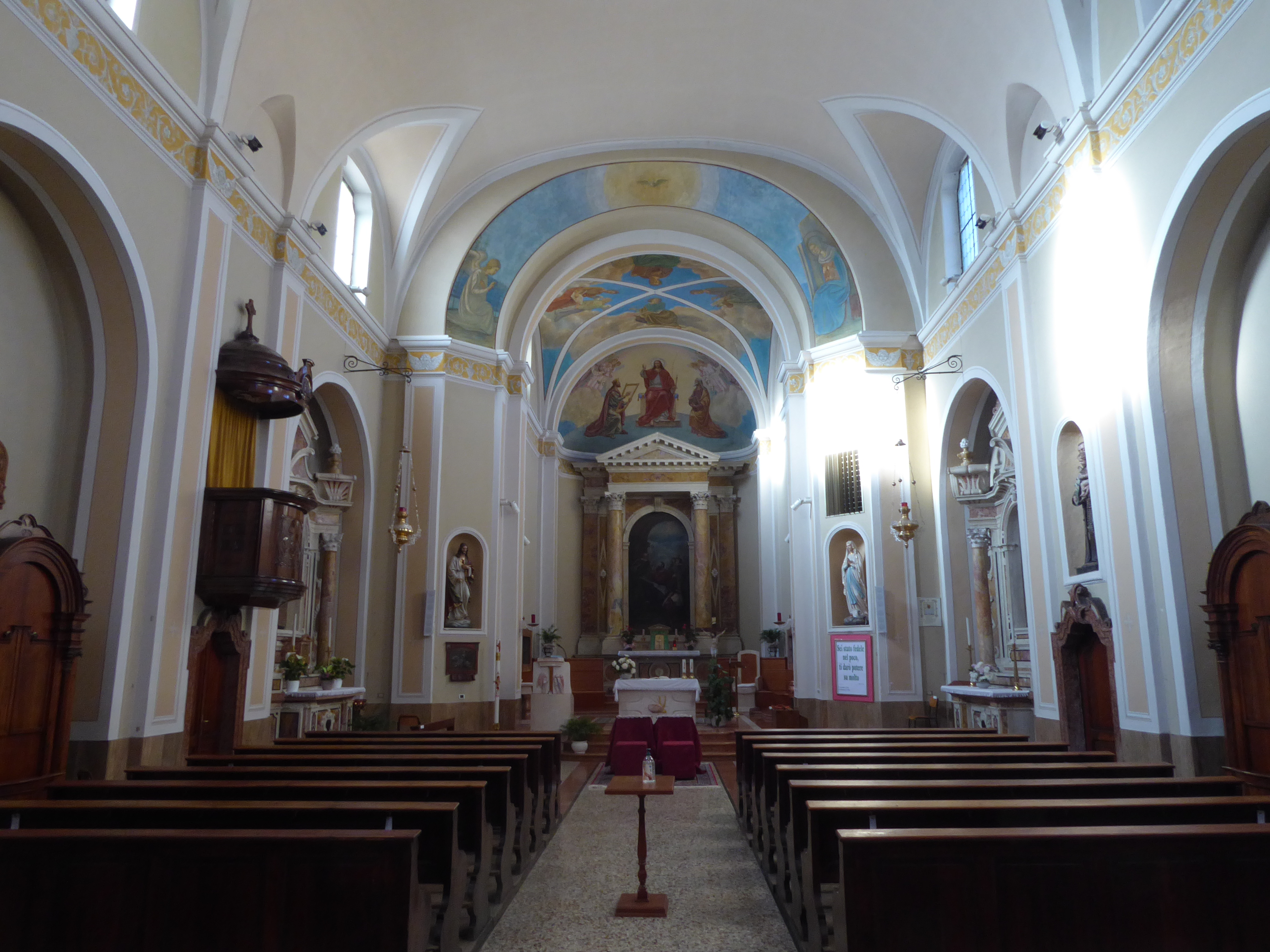
Interno

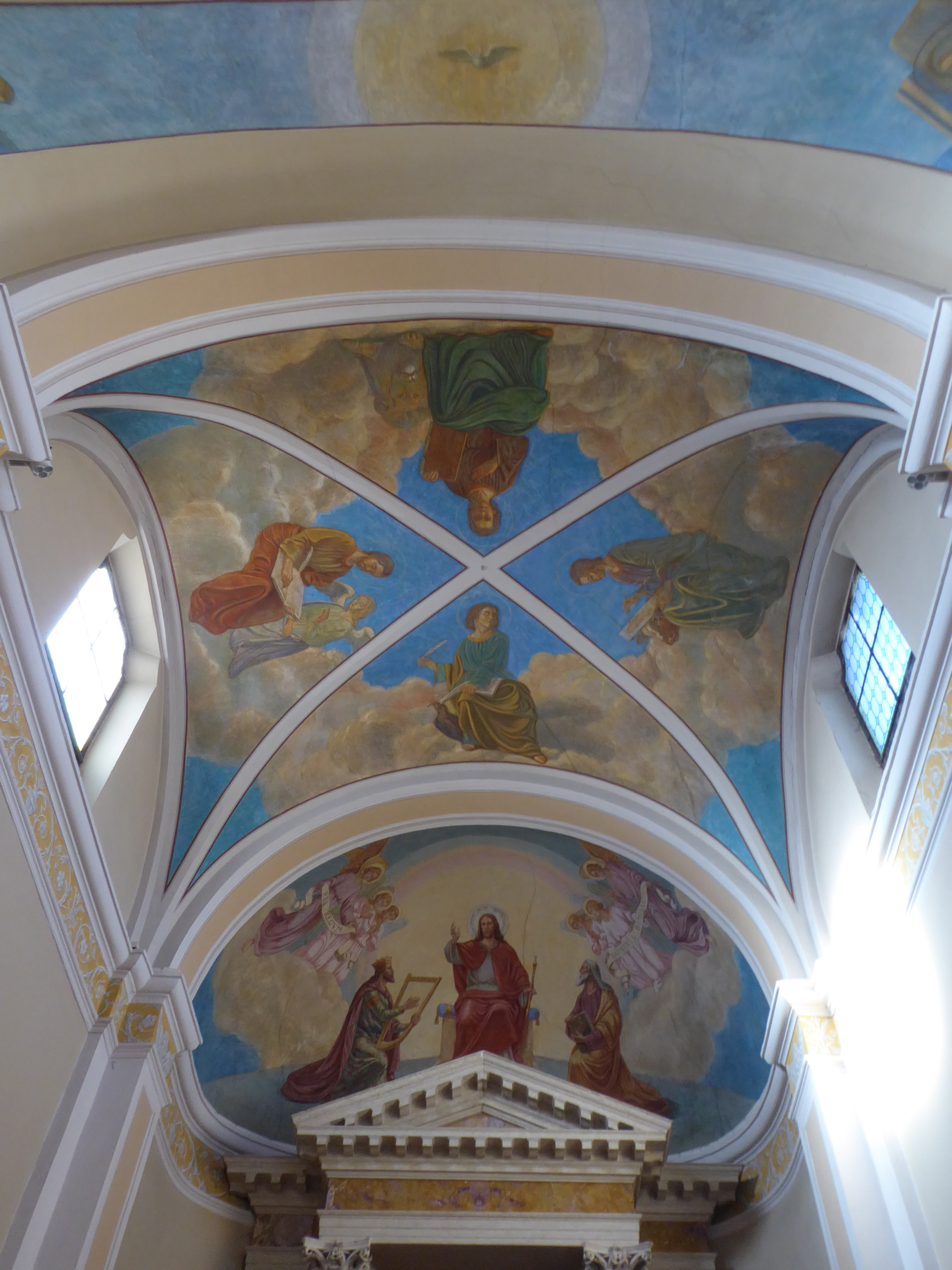
Affreschi della volta del presbiterio e del catino absidale

Sembra probabile che una primitiva cappella nella località di Marco di Rovereto fosse già presente nel 1180 poiché a tale anno risale la prima documentazione che la riguarda.
Nella seconda metà del XV secolo la primitiva piccola chiesa venne riedificata ed ampliata e nel 1696 ottenne la concessione del fonte battesimale. All'inizio del XVIII secolo erano presenti, nella navata, un altare maggiore e due altari laterali. Ottenne dignità curiaziale nel 1742 poi, nella seconda metà del secolo, venne riscostruita, forse in modo completo, ed ampliata. Lo stile adottato in tale intervento fu quello tardo barocco.
La torre campanaria venne costruita attorno alla metà del XIX secolo e nel 1868, dopo nuovi lavori come la tinteggiatura, gli interventi sulla facciata e la decorazione con motivi dorati del pulpito il vescovo di Trento Benedetto Riccabona de Reichenfels, celebrò la sua consacrazione solenne dedicandola a San Marco. Ottenne dignità di chiesa parrocchiale nel 1915.
Nel primo dopoguerra del XX secolo l'edificio fu oggetto di un restauro ricostruttivo importante sia per riparare i gravi danni del conflitto sia per ampliarlo allungandone la navata. Fu così rifatta la facciata ma vennero conservate varie parti del presbiterio e delle cappelle, come due altari, strutture dei portali e delle finestre. Vi fu quindi una seconda consacrazione nel 1924, seguita pochi anni dopo da arricchimenti decorativi realizzati da Pino Casarini.
Attorno alla metà del secolo venne rivista la copertura del tetto poi la volta della sala fu affrescata da Metodio Ottolini. Venne poi realizzato l'adeguamento liturgico con la posa del nuovo altar maggiore in marmo e la rimozione dei due altari laterali. Negli anni novanta furono riviste le intonacature esterne e le coperture, inoltre la torre campanaria fu revisionata. Fu quasi certamente in quell'occasione che venne rimossa dalla facciata la decorazione che riproduceva il leone di San Marco.

## Descrizione
L'interno della navata conserva diverse opere artistiche di pregio che si sono salvate dalla numerose ricostruzioni e distruzioni belliche. Erano notevoli i due altari laterali marmorei rimossi in tempi recenti. La pala presente nel coro è attribuita a Umberto Martina, mentre la volta del presbiterio è stata decorata da Pino Casarini. La statua raffigurante San Giuseppe è opera di Luigi Bombana di Mori mentre il gruppo ligneo della Pietà è dello scultore Giuseppe Obletter.  L'organo a canne è stato costruito dalla ditta Mascioni.